# 汪卫东
汪卫东（1964年6月—），男，汉族，安徽休宁人，1982年7月参加工作，1987年3月加入中国共产党。中央党校经济管理在职研究生学历，长江商学院EMBA硕士学位。
现任安徽省合肥市人大常委会主任、市委副书记、市委党校校长、市委教育工作委员会书记（兼）。

## 简历
1980年9月至1982年7月在中文系汉语言文学专业学习，毕业后曾在宣城市从事中学语文教学，后到休宁县委组织部、黄山市委组织部工作。
历任安徽省黄山市歙县县委副书记、组织部长，黄山市委组织部常务副部长、市人事局局长、市编办主任，安庆市委常委、组织部长，安庆(国家级)经济技术开发区工委书记，安徽省委非公经济和社会组织工委专职副书记等职。
2013.06合肥市委常委、组织部部长。
2016.08合肥市委副书记。
2018.01合肥市人大常委会主任。